# Erich Rademacher
Fritz Albert Erich Rademacher (Magdeburgo, 9 giugno 1901 – Stoccarda, 3 aprile 1979) è stato un nuotatore e pallanuotista tedesco.
Specializzato nella rana ha vinto la medaglia d'argento nei 200 m ai Giochi olimpici di Amsterdam 1928.
Con la nazionale di pallanuoto ha vinto l'oro nel 1928 e l'argento a Los Angeles 1932.
È diventato uno dei Membri dell'International Swimming Hall of Fame.
È stato primatista mondiale dei 100 m e 200 m rana.

## Palmarès
- Olimpiadi
  - Amsterdam 1928: oro nella pallanuoto e argento nei 200 m rana.
  - Los Angeles 1932: argento nella pallanuoto.
- Europei
  - 1926 - Budapest: oro nei 200 m rana.
  - 1927 - Bologna: oro nei 200 m rana.